# Хорезу (Горж)
Хорезу (рум. Horezu) насеље је у Румунији у округу Горж у општини Турчинешти. Oпштина се налази на надморској висини од 443 m.

## Становништво
Према подацима из 2002. године у насељу је живело 222 становника, од којих су сви румунске националности.